# Alfred Harrison Joy
Alfred Harrison Joy (Greenville (Illinois), 23 de setembro de 1882 — Pasadena, 18 de abril de 1973) foi um astrônomo estadunidense foi um astrônomo mais conhecido por seu trabalho em distâncias estelares, o movimento radial de estrelas, e estrelas variáveis..

## Primeiros Anos
Ele nasceu em Greenville, Illinois, filho de F.P. Joy, um comerciante de roupas de destaque em Greenville e ex-prefeito da cidade. Ele recebeu um BA da Greenville College em 1903 e um mestrado em Oberlin College no ano seguinte.

## Carreira
Depois de formado, Joy passou a trabalhar na Universidade Americana de Beirute no Colégio sírio Protestante como um professor de astronomia e diretor do observatório. Ele foi forçado a voltar para os EUA em 1915 por causa da Primeira Guerra Mundial. Nos Estados Unidos, trabalhou no Observatório do Monte Wilson  1915-1952. Lá, ele e seus colegas o tipo apurado espectral, magnitude absoluta, e a distância estelar de mais de 5.000 estrelas. Joy também descobriu a estrela do tipo T Tauri. Ele estudou o deslocamento Doppler das linhas espectrais das estrelas para determinar suas velocidades radiais deduzir dimensões absolutas de uma estrela, as massas e os elementos orbitais de algumas estrelas específicas. Ele ganhou a Medalha Bruce, em 1950. Ele foi presidente da Sociedade Astronômica do Pacífico, em 1931 e 1939.